# 弗勒里厄半岛

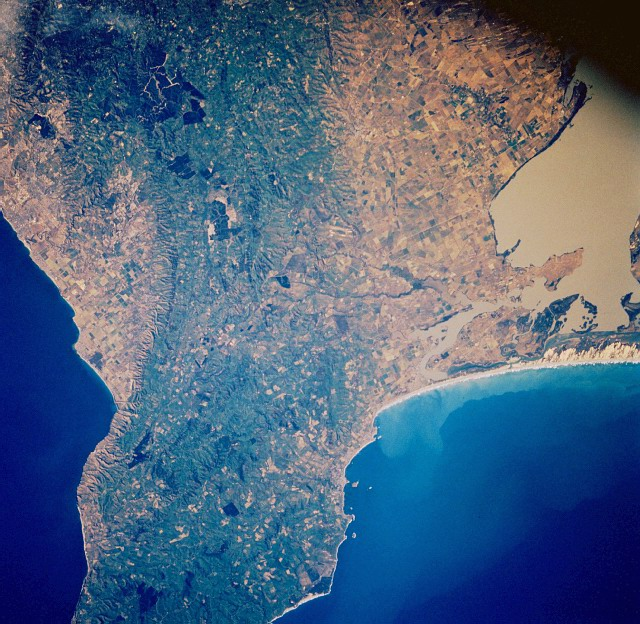
从空中拍摄的弗勒里厄半岛（1985年11月）。

弗勒里厄半岛（英語：Fleurieu Peninsula）是澳大利亚南澳大利亚州南部的一个半岛，位于该州首府阿德莱德以南，坐车一个小时左右即可到达。附近有众多旅游景点，包括维克多港、袋鼠岛、花岗岩岛等。弗勒里厄的名称来源于1802年对澳洲南部海岸进行测绘的法国探险家弗勒里厄。